# San Jose (Ocidental Mindoro)
San Jose é um município de  primeira classe de renda municipal (d) na província Ocidental Mindoro, nas Filipinas. De acordo com o censo de 1 de maio  de  2020 possui uma população de 153 267 pessoas e 37 331 domicílios.